# Lissodema teruhisai
Lissodema teruhisai es una especie de coleóptero de la familia Salpingidae.

## Distribución geográfica
Habita en Japón.